# Municipio de Buena Vista (Nueva Jersey)
El municipio de Buena Vista (en inglés: Buena Vista Township) es un municipio ubicado en el condado de Atlantic en el estado estadounidense de Nueva Jersey. En el año 2010 tenía una población de 7.570 habitantes y una densidad poblacional de 70.7 personas por km².

## Geografía
El municipio de Buena Vista se encuentra ubicado en las coordenadas 39°31′41″N 74°53′46″O / 39.52806, -74.89611.

## Demografía
Según la Oficina del Censo en 2000 los ingresos medios por hogar en la localidad eran de $43,770 y los ingresos medios por familia eran $50,403. Los hombres tenían unos ingresos medios de $36,064 frente a los $26,180 para las mujeres. La renta per cápita para la localidad era de $18,382. Alrededor del 7,8% de la población estaba por debajo del umbral de pobreza.